# Henry Logan
Henry Lee Logan (Asheville, Carolina del Norte; 14 de marzo de 1946 - 26 de julio de 2023) fue un jugador de baloncesto estadounidense que disputó dos temporadas en la ABA. Con 1,83 metros de estatura, jugaba en las posiciones de base y escolta.

## Trayectoria deportiva

### Universidad
Jugó cuatro temporadas con los Catamounts de la Universidad de Carolina Occidental, en las que promedió 30,7 puntos, 9,7 Asistencias y 6,0 rebotes por partido. Posee el récord de máximo anotador de la historia de los Catamounts, con 3.290 puntos, y también el de mayor anotación en un partido, con 60 conseguidos ante Atlantic Christian en 1967. Fue el líder de anotación de la NAIA en 1968, cuando promedió 36,2 puntos por partido.

### Profesional
Fue elegido la trigésimo octava posición del Draft de la NBA de 1968 por Seattle SuperSonics, y también por los Oakland Oaks en el Draft de la ABA, fichando por estos últimos. En su primera temporada, repartiéndose los minutos en el puesto de base con Larry Brown, promedió 12,5 puntos y 3,8 rebotes por partido, proclamándose campeones al derrotar en las Finales de 1969 a los Indiana Pacers por 4-1.
Al año siguiente el equipo cambió de ciudad y de denominación, convieriéndose en los Washington Caps, y con la llegada de Al Bianchi al banquillo, también cambió la posición en el campo de Logan, pasando a jugar de escolta. Las lesiones hicieron que sólo disputara 32 partidos, en los que promedió 9,7 puntos y 2,8 rebotes.
En los playoffs de 1971 fichó por los Virginia Squires, con los que únicamente disputó un partido.

## Estadísticas de su carrera en la ABA

### Temporada regular
| Temporada | Edad | Equipo          | Liga | Pos. | P   | TIT | MIN  | TC  | TCA | %TC  | 3P  | 3PA | %3P  | 2P  | 2PA | %2P  | TL  | TLA | %TL  | R.OF. | R.DEF. | REB | ASIS | ROB | TAP | PER | FP  | PTS  |
| 1968-69   | 22   | Oakland Oaks    | ABA  | PG   | 76  |     | 23.0 | 4.5 | 9.1 | .488 | 0.0 | 0.1 | .250 | 4.4 | 9.1 | .490 | 3.5 | 5.0 | .702 | 1.4   | 2.4    | 3.8 | 2.4  |     |     | 2.5 | 3.0 | 12.5 |
| 1969-70   | 23   | Washington Caps | ABA  | SG   | 32  |     | 20.6 | 3.4 | 8.4 | .409 | 0.0 | 0.1 | .000 | 3.4 | 8.3 | .414 | 2.8 | 4.0 | .717 | 1.3   | 1.5    | 2.8 | 1.8  |     |     | 2.0 | 2.9 | 9.7  |
| Total     |      |                 | ABA  |      | 108 |     | 22.3 | 4.2 | 8.9 | .466 | 0.0 | 0.1 | .143 | 4.1 | 8.9 | .469 | 3.3 | 4.7 | .705 | 1.3   | 2.1    | 3.5 | 2.3  |     |     | 2.3 | 3.0 | 11.6 |

### Playoffs
| Temporada | Edad | Equipo           | Liga | Pos. | P  | TIT | MIN  | TC  | TCA  | %TC  | 3P  | 3PA | %3P | 2P  | 2PA  | %2P  | TL  | TLA | %TL  | R.OF. | R.DEF. | REB | ASIS | ROB | TAP | PER | FP  | PTS  |
| 1968-69 ❍ | 22   | Oakland Oaks     | ABA  | PG   | 16 |     | 23.8 | 4.7 | 11.0 | .426 | 0.0 | 0.0 |     | 4.7 | 11.0 | .426 | 4.2 | 6.2 | .677 |       |        | 2.5 | 2.1  |     |     | 2.3 | 3.1 | 13.6 |
| 1970-71   | 24   | Virginia Squires | ABA  |      | 1  |     | 1.0  | 0.0 | 0.0  |      | 0.0 | 0.0 |     | 0.0 | 0.0  |      |     | 1.0 | 2.0  | .500  | 0.0    | 0.0 | 0.0  |     |     | 0.0 | 0.0 | 1.0  |
| Total     |      |                  | ABA  |      | 17 |     | 22.4 | 4.4 | 10.4 | .426 | 0.0 | 0.0 |     | 4.4 | 10.4 | .426 | 4.0 | 5.9 | .673 | 0.0   | 0.0    | 2.4 | 2.0  |     |     | 2.1 | 2.9 | 12.8 |